# Hồ Crater
Hồ Crater (tiếng Klamath: giiwas) là một hồ nước hõm chảo ở tây Hoa Kỳ, tọa lạc ở nam trung bộ Oregon. Nó là cảnh quan chính của vườn quốc gia Crater Lake và nổi tiếng với màu nước xanh da trời đậm và độ trong của nước. Hồ này chứa nước đầy một hố hõm chảo sâu gần 2.148 foot (655 m) được hình thành khoảng 7.700 (± 150) năm trước
bởi sự sụp đổ của núi lửa núi Mazama. Không có sông chảy ra hay chảy vào hồ này; lượng nước bay hơi được bù vào bằng nước mưa và tuyết rơi ở mức mà nước được thay thế mỗi 250 năm. Với độ sâu 1.949 foot (594 m), đây là hồ sâu nhất ở Hoa Kỳ, là hồ sâu thứ ba thế giới nếu tính theo độ sâu tối đa hoặc thứ chín thế giới theo mức sâu trung bình.
Hồ Crater cũng được biết đến với "Old Man of the Lake" (Ông già của hồ), một cây cỡ lớn nay chỉ còn một đoạn thân cây vươn dọc lên trong hồ đã hơn một thế kỷ. Nhiệt độ thấp của nước hồ đã làm chậm lại sự phân hủy của gỗ, do đó đã làm tăng tuổi thọ của cây này.